# Président de la Knesset
Le président de la Knesset (en hébreu : יושב ראש הכנסת) est un député élu par ses pairs, qui a un rôle de direction des débats et d’organisation des travaux de la Knesset, le parlement monocaméral de l'État d'Israël.

## Liste des présidents de la Knesset
| No   | Portrait                            | Identité                                                                | Période           | Période          | Durée                      | Groupe parlementaire                                | Législature                                                                              |
| No   | Portrait                            | Identité                                                                | Début             | Fin              | Durée                      | Groupe parlementaire                                | Législature                                                                              |
| ---- | ----------------------------------- | ----------------------------------------------------------------------- | ----------------- | ---------------- | -------------------------- | --------------------------------------------------- | ---------------------------------------------------------------------------------------- |
| 1    | Yosef Sprinzak                      | Yosef Sprinzak, (he) יוסף שפרינצק (1885 - 1959)                         | 17 février 1949   | 28 janvier 1959  | 9 ans, 11 mois et 11 jours | Mapaï                                               | 1re Knesset, 2e Knesset (d) et 3e Knesset                                                |
| 2    | Nahum Nir                           | Nahum Nir (he) נחום ניר-רפאלקס (1884 - 1968)                            | 2 mars 1959       | 30 novembre 1959 | 8 mois et 28 jours         | Ahdut HaAvoda – Poalei Zion (d)                     | 3e Knesset                                                                               |
| 3    | Kadish Luz                          | Kadish Luz (he) קדיש לוז (1895 - 1972)                                  | 30 novembre 1959  | 17 novembre 1969 | 9 ans, 11 mois et 18 jours | Mapaï Alignement Parti travailliste israélien       | 4e Knesset, 5e Knesset (d) et 6e Knesset (d)                                             |
| 4    | Reuven Barkat                       | Reuven Barkat (he) ראובן ברקת (1906 - 1972)                             | 17 novembre 1969  | 5 avril 1972     | 2 ans, 4 mois et 19 jours  | Alignement                                          | 7e Knesset                                                                               |
| 5    | Yisrael Yeshayahu                   | Yisrael Yeshayahu (he) ישראל ישעיהו-שרעבי (1908 - 1979)                 | 9 mai 1972        | 13 juin 1977     | 5 ans, 1 mois et 4 jours   | Alignement                                          | 8e Knesset (d) et 7e Knesset                                                             |
| 6    | Yitzhak Shamir                      | Yitzhak Shamir (he) יצחק שמיר (1915 - 2012)                             | 13 juin 1977      | 17 mars 1980     | 2 ans, 9 mois et 4 jours   | Likoud                                              | 9e Knesset (d)                                                                           |
| 7    | Yitzhak Berman                      | Yitzhak Berman (he) יצחק ברמן (1913 - 2013)                             | 12 mars 1980      | 20 juillet 1981  | 1 an, 4 mois et 8 jours    | Likoud                                              | 9e Knesset (d)                                                                           |
| 8    | Menachem Savidor                    | Menachem Savidor (he) מנחם סבידור (1917 - 1988)                         | 20 juillet 1981   | 13 août 1984     | 3 ans et 24 jours          | Likoud                                              | 10e Knesset (d)                                                                          |
| 9    | Shlomo Hillel                       | Shlomo Hillel (he) שלמה הלל (1923 - 2021)                               | 11 septembre 1984 | 20 novembre 1988 | 4 ans, 2 mois et 9 jours   | Alignement                                          | 11e Knesset (d)                                                                          |
| 10   | Dov Shilansky                       | Dov Shilansky (he) דב שילנסקי (1924 - 2010)                             | 21 novembre 1988  | 13 juillet 1992  | 3 ans, 7 mois et 22 jours  | Likoud                                              | 12e Knesset (d)                                                                          |
| 11   | Shevah Weiss, 16 mai 2008.          | Shevah Weiss (he) שבח וייס (1935 - 2023)                                | 13 juillet 1992   | 24 juin 1996     | 3 ans, 11 mois et 11 jours | Parti travailliste israélien                        | 13e Knesset (en)                                                                         |
| 12   | Dan Tichon                          | Dan Tichon (he) דן תיכון (1937 - 2024)                                  | 24 juin 1996      | 7 juin 1999      | 2 ans, 11 mois et 14 jours | Likoud Likoud - Tsomet (d) Likoud-Gesher-Tsomet (d) | 14e Knesset (en)                                                                         |
| 13   | Avraham Burg                        | Avraham Burg (he) אברהם בורג (né en 1955)                               | 6 juin 1999       | 17 février 2003  | 3 ans, 8 mois et 11 jours  | Un Israël Parti travailliste - Meimad (d)           | liste des membres de la 15e Knesset                                                      |
| 14   | Portrait officiel de Reuven Rivlin. | Reuven Rivlin (he) ראובן ריבלין (né en 1939)                            | 19 février 2003   | 4 mai 2006       | 3 ans, 2 mois et 15 jours  | Likoud                                              | liste des membres de la 16e Knesset                                                      |
| 15   | Dalia Itzik                         | Dalia Itzik (he) דליה איציק (née en 1952)                               | 4 mai 2006        | 10 février 2009  | 2 ans, 9 mois et 6 jours   | Kadima                                              | liste des membres de la 17e Knesset                                                      |
|      | Michael Eitan                       | Par intérim : Michael Eitan (en) (he) מיכאל איתן (1944 - 2024)          | 2009              | 30 mars 2009     | moins d’un an              | Likoud                                              | 18e Knesset                                                                              |
| (14) | Portrait officiel de Reuven Rivlin. | Reuven Rivlin (he) ראובן ריבלין (né en 1939)                            | 30 mars 2009      | 5 février 2013   | 3 ans, 10 mois et 6 jours  | Likoud                                              | 18e Knesset                                                                              |
|      | Binyamin Ben-Eliezer                | Par intérim : Binyamin Ben-Eliezer, (he) בנימין בן אליעזר (1936 - 2016) | 5 février 2013    | 18 mars 2013     | 1 mois et 13 jours         | Parti travailliste israélien                        | 19e Knesset                                                                              |
| 16   | Yuli-Yoel Edelstein                 | Yuli-Yoel Edelstein (he) יולי אדלשטיין (né en 1958)                     | 18 mars 2013      | 25 mars 2020     | 7 ans et 7 jours           | Likoud Israel Beytenou (en) Likoud                  | 19e Knesset, 20e Knesset, 21e législature de la Knesset et 22e législature de la Knesset |
| 17   | Benny Gantz, 2024.                  | Benny Gantz (he) בני גנץ (né en 1959)                                   | 26 mars 2020      | 17 mai 2020      | 1 mois et 21 jours         | Bleu et blanc                                       | 23e législature de la Knesset                                                            |
| 18   | Yariv Levin                         | Yariv Levin (he) יריב לוין (né en 1969)                                 | 17 mai 2020       | 13 juin 2021     | 1 an et 27 jours           | Likoud                                              | 23e législature de la Knesset                                                            |
| 19   | Mickey Levy                         | Mickey Levy (he) מיקי לוי (né en 1951)                                  | 13 juin 2021      | 13 décembre 2022 | 1 an et 6 mois             | Yesh Atid                                           | 24e législature de la Knesset                                                            |
| 20   | Yariv Levin                         | Yariv Levin (he) יריב לוין (né en 1969)                                 | 13 décembre 2022  | 29 décembre 2022 | 16 jours                   | Likoud                                              | 25e législature de la Knesset                                                            |
| 21   | Amir Ohana                          | Amir Ohana (he) אמיר אוחנה (né en 1976)                                 | 29 décembre 2022  |                  |                            | Likoud                                              | 25e législature de la Knesset                                                            |